# Резниченко, Андрей Яковлевич
Андре́й Я́ковлевич Резниче́нко (род. 23 января 1971, Абакан, Хакасская АО, СССР) — российский журналист и композитор, религиозный деятель, почётный работник науки и высоких технологий Российской Федерации.
Главный редактор РИА «Наука», заместитель руководителя Объединённой редакции новостей РИА Новости (2010— апрель 2014), член Союза журналистов России, член Русского географического общества, руководитель Гильдии научных журналистов Союза журналистов России, руководитель редакции «Наука» информационного агентства ТАСС.
Бывший пастор, попечитель и настоятель ныне не существующего прихода святого Иоанна церкви Ингрии Евангелическо-лютеранской церкви Ингрии.

## Биография
Родился 23 января 1971 года в городе Абакане, столице Республики Хакасия. Является сибиряком в четвёртом поколении. По национальности еврей.
В 1994 году окончил исторический факультет Абаканского государственного педагогического института.
С 1993 по 1994 годы работал в газете «Шанс» менеджером по связям с общественностью.
С 1994 по 1999 годы работал редактором художественных программ ГТРК «Хакасия».
С 1999 по 2000 годы работал редактором и ведущим программы «Инвестор» Новосибирской студии телевидения (НСТ).
В 2000 году с отличием окончил факультет ведущий эфира телевидения и радио Института работников телевидения и радиовещания.
С 2000 по 2005 год работал менеджером «Служения лютеранского часа» (Москва).
С 2005 по 2007 год — корреспондент редакции экономической информации Главной дирекции информации РИА Новости.
С 2007 по 2008 год — заместитель руководителя редакции экономической информации ГДИ РИА Новости.
С 2008 по 2014 год — создатель и руководитель редакции Новости науки, экологии и технологий Объединённой редакции новостей (ОРН) РИА Новости, с 2010 года — заместитель руководителя Объединённой редакции новостей РИА Новости.
В 2013 году участвовал в создании РИА Наука — одно из агентств Холдинга РИА Новости.
В 2013 году стал главным редактором Информационного бюро «Российская наука».
С апреля 2014 по август 2015 года — начальник управления коммуникаций ОАО "НИАЭП" - ЗАО АСЭ, затем директор по коммуникациям АО «Наука и инновации».
В 2015 году объявил о перезапуске одного из своих проектов — «Экологической карты России», которая размещена на сайте РИА Новости (МИА «Россия Сегодня»).
В 2020 году издательство «Эксмо» выпустило книгу А. Я. Резниченко «Империя протестантов. Россия XVI — первой половины XIX вв.», в предисловии к которой сказано: «Впервые освещен фундаментальный вклад протестантов, евангельских христиан в развитие российского общества, науки, культуры, искусства, в строительство государственных институтов, в том числе армии, в защиту интересов Отечества в ходе дипломатических переговоров и на полях сражений. Достижения многих из них позволили позиционировать Россию как лидера и навечно закрепить российские приоритеты в точных и естественных науках, географических открытиях, промышленных технологиях. Некоторые из этих имен навсегда вошли в историю Российской академии наук».

## Увлечения
- Толкинист и редактор издававшегося в 1991-1993 годах ньюслеттера Tolkien News[1][7]
- Соучредитель Евангельской музыкальной ассоциации (ЕМА)[15]

Композитор, автор девяти альбомов инструментальной музыки:
- 2001 год: «Небесная река»
- 2005 год: «Книга Ангелов»
- 2012 год: «Крылья дорог».
- 2019 год: "Seasons"
- 2019 год: "SeasonsII"
- 2019 год: "Seasons III"
- 2020 год: "Белградский альбом"
- 2020 год: "Petroglyph"
- 2021 год: "Отражения"

## Семья
Женат(Татьяна).Трое сыновей: Даниил, Илья, Тимофей

## Награды, премии
- 2009 — Лауреат Международного конкурса деловой журналистики «PRESSЗВАНИЕ» в номинации «Атомная энергетика»[16][17][18].
- 2010 — Медаль «Академик Курчатов» IV степени[19][20].
- 2010 — Лауреат премии Союза журналистов России в номинации «За профессиональное мастерство»[21].
- 2011 — Благодарность Министерства связи и массовых коммуникаций Российской Федерации
- 2013 — Лауреат премии имени Сергея Петровича Капицы «За популяризацию науки и технологии»[22].
- 2014 — Премия «За вклад в развитие журналистики в ТЭК» V Конкурса «КонТЭКст» Министерства энергетики РФ[23].
- 2019 - Лауреат Международной премии "Энергия пера" Ассоциации "Глобальная энергия[24].
- 2020 - Премия "За верность науке" в номинации Лучшая редакция науки[25].

## Публикации
научные
- Резниченко А. Я. История и современность Евангелическо-лютеранской церкви России // Государство, религия, церковь в России и за рубежом. — 2011. — № 3—4. — С. 237—241. — ISSN 2073-7203.

публицистика
- Резниченко А. Я. Десять мифов вокруг аварии на Чернобыльской АЭС // РИА Новости. — 24.04.2009.
- Резниченко А. Я. ВНИИНМ: российские атомщики работают над рядом современных проектов // РИА Новости, 03.03.2014
- Резниченко А. Я. Чернобыль: ложь и правда спустя 30 лет // РИА Новости. — 22.04.2016.
- Резниченко А. Я. Тайны радиационных технологий // ТАСС. — 2018.